# Carme (satelit)
Carme /'kar.me/ este un satelit retrograd neregulat al lui Jupiter . A fost descoperit de Seth Barnes Nicholson la Observatorul Mount Wilson din California în iulie 1938.  Este numit după mitologica Carme, mama lui Britomartis,o zeiță cretană, cu Zeus. 

## Istorie

Carme observată de nava spațială Wide-field Infrared Survey Explorer (WISE) în 2014

Carme nu și-a primit numele actual decât în 1975;  înainte de atunci, era pur și simplu cunoscut sub numele de Jupiter XI . A fost numit uneori „ Pan ”  între 1955 și 1975 ( Pan este acum numele unui satelit al lui Saturn ).
Dă numele grupului Carme, format din sateliți retrograzi neregulați care orbitează în jurul lui Jupiter la o distanță cuprinsă între 23 și 24 Gm și la o înclinație de aproximativ 165°. Elementele sale orbitale sunt din ianuarie 2000.  Ele se schimbă continuu din cauza perturbațiilor solare și planetare.

## Proprietăți
Cu un diametru de 46.7±0.9 km, este cel mai mare membru al grupului Carme și al patrulea cel mai mare satelit neregulat al lui Jupiter. Este de culoare roșu deschis (B−V=0,76, V−R=0,47), similar cu asteroizii de tip D și în concordanță cu Taygete, dar nu Kalyke.